# Well (Lincolnshire)
Well – wieś w Anglii, w hrabstwie Lincolnshire, w dystrykcie East Lindsey. Leży 47 km na wschód od Lincoln i 194 km na północ od Londynu.